# Сяйволудний район
«Сяйволудний район» (а також «Район Газових Ліхтарів»; англ. The Gaslight District) — австралійський незалежний анімаційний веб-серіал, створений, написаний та зрежисований Ніком Шопко  та продюсований Glitch Productions. Ця готична кримінальна драма розповідає про життя родину живих мерців, які готові махлювати, обманювати та красти заради власного виживання у світі, який вже давно зустрів свій кінець.
Прем'єра пілотного епізоду відбулася на YouTube-каналі Glitch 18 квітня 2025 року. Він отримав схвальні відгуки від критиків та глядачів, зокрема, за візуальні ефекти, сюжет, персонажів та озвучення.

## Синопсис
На Землі стався певний апокаліпсис, після якого ці землі заселили Гнильці — люди в минулому, безсмертні, але й приречені гнити, тухнути, струпіти та розкладатися на віки вічні. Існує пророцтво, в якому сказано, що в Раю кожні десять тисяч років людина, в чиїх жилах тече чорна кров, народжується з янгольського яйця, і разом з тим усі Гнильці, що заселили землі під Раєм, стають під загрозою втрати привілеїв вічного життя.
Серед мешканців цих земель є також «Усміхнені мерці» — родина гангстерів-мерців, які готові махлювати, обманювати та красти заради власного виживання у світі, який вже давно зустрів свій кінець.

## Акторський склад

### Головні ролі
- Аллана Фіцджеральд — Меланхолія «Мел» Гілл (Melancholy «Mel» Hill)[‡ 6], принцеса мафії «Усміхнених мерців» та єдина людина-член мафії, якій пророковано руйнацію в Сяйволудному районі. Вона захоплено приєднується до діяльності банди, ризикуючи розкрити свою особу, що призводить до розбіжностей з Кеном.
- Джейсон Марноча — Кен М'ясник (Ken the Butcher)[‡ 2], вбивчий лідер Усміхнених мерців, власник м'ясної крамниці «Китовий живіт» та прийомний батько Мел, який приховує її людську сутність від інших Гнильців та захищає її від небезпеки.
- Джанні Матраграно — Бухан (Breadhead),[‡ 2][4] вірний, але недалекий син Кена та прийомний брат Мел, який служить силачем Усміхнених мерців. Він — «дріжджовий ґолем», голова якого нагадує буханець нарізаного хліба.
- Джон Вінфілд — Мад (Mud),[‡ 2][5] жадібний та опортуністичний брат Кена, прийомний дядько Мел.

### Другорядні ролі
- Тахер Чай — оповідач[джерело?]
- Джон Вінфілд — Джек Щур (Jack the Rat), один з працівників м'ясної крамниці «Китовий живіт», що став випадковим свідком справжньої людської натури Мел, заткнутий мафією «Усміхнених мерців», що відправили його в цемент — кинули його у воду з тягарем, де він страждатиме весь час, а ця доля навіть гірша за смерть. Судячи з фінальної сцени перед титрами, цілком ймовірно, що він може повернутися у наступних епізодах.
- Маргарет Ешлі — Янгольська мати (The Angel Mother)[джерело?]
- Майкл Ковач — Чеснота: Сумлінність (The Virtue: Diligence),[‡ 2] холодний та безжальний лідер Корпусу Чеснот.
- Белшебер Русапе-молодший — Чеснота: Стриманість (The Virtue: Temparance),[‡ 2][‡ 7] лікар Корпусу Чеснот, який вивів Мел з її яйця.

## Український дубляж
Українською мовою дубльовано студією дубляжу Lifecycle (дубляж доступний для серій на офіційному YouTube-каналІ GLITCH)

### Ролі дублювали

#### Головні персонажі
- Меланхолія «Мел» Гілл — Марія Єшманова
- Кен М'ясник — Сергій Солдатов
- Бухан — Костянтин Вікторов
- Мад — Сергій Біжанов

#### Другорядні персонажі
- Оповідач — Андрій Твердак
- Джек, Джошуа — Василь-Остап Кіселичник
- Янгольська мати — Анна Андрієвська
- Чеснота: Сумлінність — Ігор Корженко
- Чеснота: Стриманість — Нікіта Стрелков
- Місцевий божевільний — Михайло Стамбула
- Гнильці — Роман Грибовський, Владислав Гайдамака, Сергій Біжанов, Костянтин Вікторов

## Виробництво
Творець і шоураннер серіалу Нік Шопко опублікував тизер пілотної серії на своєму YouTube-каналі PartTimeSeagull 29 листопада 2022 року. Торгова марка для серії була зареєстрована в липні 2023 року.
9 листопада 2023 року Нік Шопко разом із засновниками Glitch Productions Кевіном та Люком Лердвічагулом оголосили на прямій трансляції Glitch «GLITCHX», що серіал було відновлено після того, як Шопко розробляв шоу виключно протягом року ще у 2022 році, в якому вони випустили новий тизер.
Перший офіційний трейлер був випущений 21 березня 2025 року, а прем'єра пілотної серії відбулася 18 квітня. У трейлері звучить музика, написана творцем «Дивовижного цифрового цирку» Gooseworx, а саундтрек до серіалу написав Олівер Бакленд.

## Нотатки
1. 1 2  James, Tito W. (28 березня 2025). Adult Animation Revolution: Glitch Announces New Series 'The Gaslight District'. Comicon.com. Архів оригіналу за 10 квітня 2025.
2. ↑  Schwarz, John (1 січня 2025). Glitch Productions Teases The Gaslight District For 2025. Bubbleblabber. Архів оригіналу за 8 січня 2025. Процитовано 9 квітня 2025. The Gaslight District is an action crime drama
3. ↑  Musumeci, Dean. The Gaslight District. Dean Musumeci's Website. Архів оригіналу за 10 квітня 2025. Процитовано 9 квітня 2025.
4. ↑  Matragrano, Gianni. Gianni Matragrano Video Roles. Gianni Matragrano's official website. Архів оригіналу за 22 січня 2025. Процитовано 9 квітня 2025.
5. ↑  John Whinfield. Big Mouth Voices. Архів оригіналу за 22 січня 2025. Процитовано 9 квітня 2025. I'm still fairly fresh on the scene of VO, but I have already been lucky enough to work with many clients in the fields I adore. Particular project credits include "The Gaslight District", "Fallen Aces", "Trials of Cascadia", "Fallout London", "Magenta Horizon", "Emesis Blue", "Horned Cook, Gola", "The Mangai", and many more to come
6. ↑  THE GASLIGHT DISTRICT - Trademark Details. Justia. Архів оригіналу за 10 квітня 2025. Процитовано 9 квітня 2025.
7. ↑  Schwarz, John (21 березня 2025). Glitch Productions Launches Trailer For "The Gaslight District". BubbleBlabber. Архів оригіналу за 24 березня 2025. Процитовано 9 квітня 2025.